# 2020년 하계 올림픽 버뮤다 선수단
2020년 하계 올림픽 버뮤다 선수단은 2021년 일본 도쿄에서 열린 2020년 하계 올림픽에 참가한 올림픽 버뮤다 선수단이다.
버뮤다는 2020년 도쿄 하계 올림픽에 참가했다. 당초 2020년 7월 24일부터 8월 9일까지 열릴 예정이었던 올림픽은 코로나19 범유행으로 인해 2021년 7월 23일부터 8월 8일로 연기됐다. 1936년 버뮤다 국가의 공식 데뷔 이후 버뮤다 선수들은 하계 올림픽의 모든 대회에 출전했지만 미국 주도의 보이콧에 대한 국가의 지원 때문에 모스크바에서 열린 1980년 하계 올림픽에는 참석하지 않았다.
버뮤다 최초의 금메달은 트라이애슬론 선수 플로라 더피가 획득했다. 그녀의 승리식에서는 버뮤다가 영국의 해외 영토이기 때문에 버뮤다의 국가("Hail to Bermuda") 대신 영국의 국가인 "God Save the King"이 연주되었다.

## 출전 선수
| 종목         | 남자 | 여자 | 전체 |
| ------------ | ---- | ---- | ---- |
| 조정         | 1    | 0    | 1    |
| 트라이애슬론 | 0    | 1    | 1    |
| 전체         | 1    | 1    | 2    |

## 같이 보기
- 올림픽 버뮤다 선수단